# Aquazoo Leerdam
Aquazoo Leerdam is een opstelling van aquaria en terraria in de kelder van verpleeghuis Lingesteyn te Leerdam, provincie Utrecht. Ze wordt onderhouden en beheerd door leden van Aquariumvereniging De Discus uit die stad. De vereniging heeft sinds 2003 een vergunning als dierentuin.

## Geschiedenis
In 1991 werd, in de paasvakantie, voor het eerst de tentoonstelling "Ga naar de haaien" gehouden. Hierbij stelden de leden van Aquariumvereniging De Discus hun dieren voor aan het publiek. Sindsdien werd deze tentoonstelling iedere zondagmiddag gehouden. In 2003 kreeg Aquazoo Leerdam een dierentuinvergunning. In oktober 2007 werd bekendgemaakt, dat de huisvesting van de aquariumvereniging niet paste in de plannen voor verbouwing van het verpleeghuis. In december 2007 werd echter een overeenkomst gesloten en kon Aquazoo Leerdam in het verpleeghuis blijven.

## Diersoorten
In de aquazoo zijn verschillende diersoorten te vinden:

### Amfibieën
- Dendrobates tricolor
- Phyllobates terribilis

### Vissen
- Crenicichla lugubris
- Diadeemzee-egel
- Discusvis
- Driebandanemoonvis
- Kegelvlekbarbeel
- Potamotrygon sp. Pearl
- Pterapogon kauderni
- Trichopodus leerii
- Witgevlekte zoetwaterrog
- Zoramia leptacantha

Aeres MBO Barneveld ·
Almere Jungle ·
Animal Farm ·
Apenheul ·
AquaZoo Leeuwarden ·
Aquazoo Leerdam ·
Artis ·
Artisklas Haarlem ·
Berkenhof Tropical Zoo ·
BestZoo ·
Botanische Tuinen Universiteit Utrecht ·
Center Parcs Het Heijderbos ·
Centrum voor Natuur- en Milieu Educatie ·
WaterLand Neeltje Jans ·
DierenPark Amersfoort ·
Dierenpark De Oliemeulen ·
Dierenpark Zie-ZOO ·
Diergaarde Blijdorp ·
DoeZoo Insektenwereld ·
Dolfinarium Harderwijk ·
Ecomare ·
Eindhoven Zoo ·
Faunapark Flakkee ·
Fort Kijkduin ·
GaiaZOO ·
Hof van Eckberge ·
Informatiecentrum De Noordwester ·
Kabouterland ·
Kasteelpark Born ·
Koninklijke Burgers' Zoo ·
Dierenpark Hoenderdaell ·
Muzeeaquarium Delfzijl ·
Natuurcentrum Ameland ·
Omnium Goes Tropisch bos ·
Ouwehands Dierenpark ·
Pantropica ·
Passiflorahoeve ·
Plaswijckpark ·
Reptielenhuis De Aarde ·
Reptielenzoo Iguana ·
Safaripark Beekse Bergen ·
Sea Life Scheveningen ·
Stichting AAP ·
Stichting Das & Boom ·
Taman Indonesia ·
Texel ZOO ·
Uilen- en Dierenpark De Paay ·
Van Blanckendaell Park ·
Vlinderparadijs Papiliorama ·
Vlinders aan de Vliet ·
Vlindersafari ·
Vlindertuin De Kas ·
Vlindorado ·
Vogelpark Avifauna ·
Vogelpark Ruinen ·
Vogelrevalidatiecentrum Zundert ·
Wereldtuinen Mondo Verde ·
Wildlands Adventure Zoo Emmen ·
Wonderwereld ·
Zee Aquarium Bergen aan Zee ·
ZooParc Overloon ·
Zoo Veldhoven
Opgeheven: Animali Vogel- en dierenpark · Noorder Dierenpark Emmen · Dierenpark Wassenaar · Dierenpark Wissel · Dolfirama · Dolfirado · Dolfirodam · Grottenaquarium Valkenburg · Fazanterie de Rooie Hoeve · Haagse Dierentuin · Kasteeltuinen Arcen · Klant’s Dierentuin · Klein Costa Rica · Labyrinth Boekelo · Papegaaienpark N.O.P. · Reptielenzoo "SERPO" · Schildpaddencentrum · Stonehenge Wildlife · Tilburgs dierenpark · Tropisch Oosten · Vogel- en wandelpark Abbeweer · Zodiac Zoos